# Rio Tinto (společnost)
Rio Tinto je nadnárodní těžařská společnost s centrálami v britském Londýně a australském Melbourne. Tato původně britská společnost zahájila svou těžební činnost v roce 1873 ve španělské Andalusii, konkrétně v okolí řeky Rio Tinto (v překladu Červená řeka). Měděný důl Corta Atalaya v provincii Huelva, provozovaný v místech, kde se těžila měděná a železná ruda již od doby bronzové, byl nějvětším povrchovým dolem v Evropě. Odtud také pochází název korporace.

## Činnost firmy

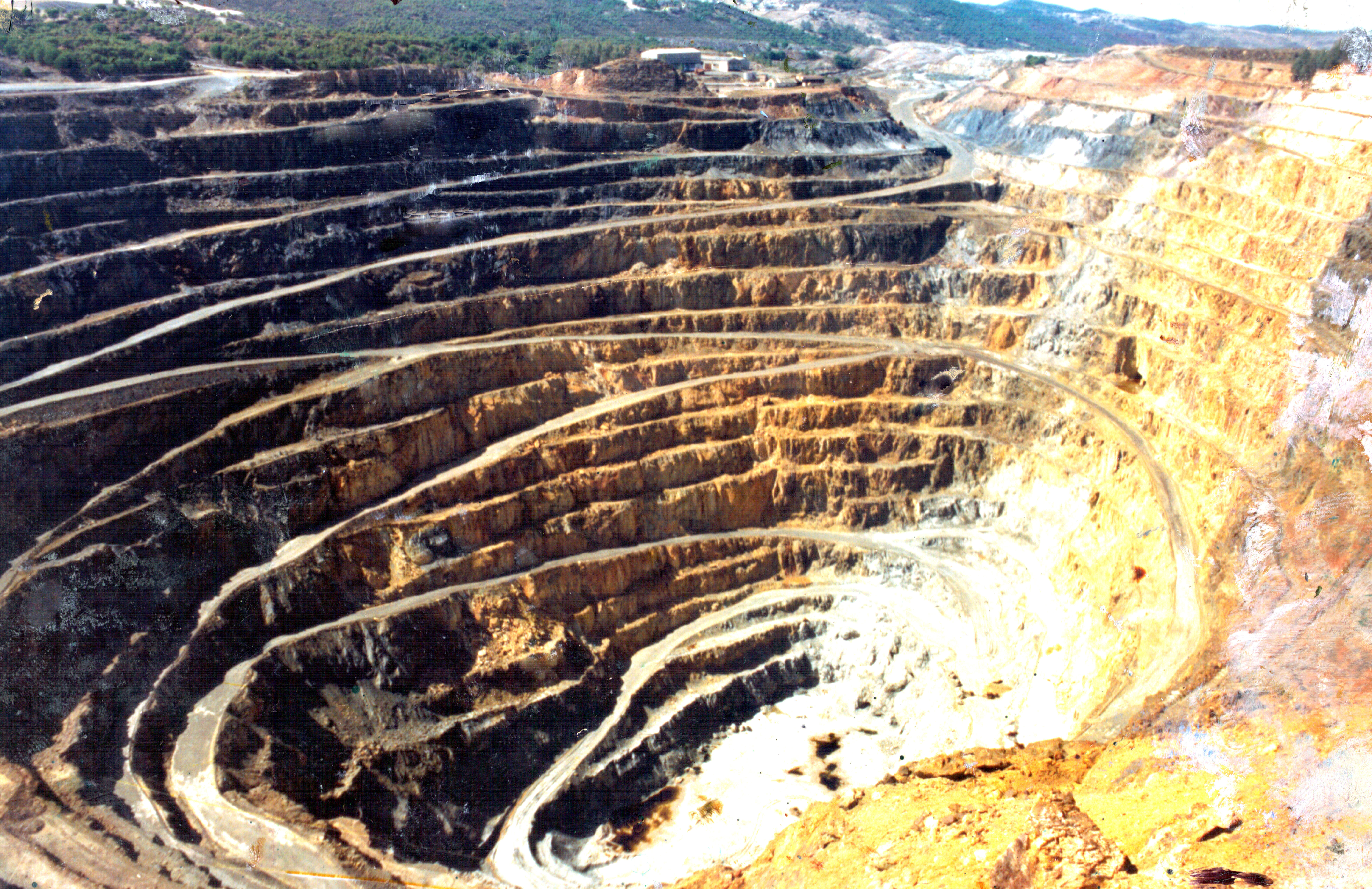
Důl Corta Atalaya na těžbu mědi v provincii Huelva ve Španělsku (snímek z 80. let 20. století, tj. z doby před uzavřením a zaplavením dolu)

Firma patří mezi významné producenty železné rudy, bauxitu, hliníku, mědi, molybdenu, zlata, diamantů, uhlí, uranu, oxidu titaničitého nebo boru.

## Kritika
Těžební aktivity firmy vyvolaly celou řadu problémů v řadě zemí celého světa.[zdroj?]

### Zátoka císařovny Augusty
V 70. a v 80. letech 20. století byla Zátoka císařovny Augusty (Papua Nová Guinea) znečištěna odpadem z dolu Panguna – jednoho z největších měděných dolů na světě. Tento problém přispěl ke vzniku separatistické Bougainvillské revoluční armády a k občanské válce na ostrově v letech 1989 až 1997.

### Jeskyně v Juukan Gorge
V rámci těžby železa v květnu 2020 společnost nenávratně zničila jeskyně v Juukan Gorge, lokalizované v Hamersleyově pohoří v Austrálii. Jeskyně byly posvátné pro Aboridžince, tedy původní obyvatele Austrálie. Archeologické nálezy zde dokládaly lidské osídlení již před 46 000 lety. Společnost Rio Tinto starověké jeskyně odpálila navzdory sedmileté snaze místních obyvatel o jejich ochranu. Podle zástupců UNESCO jejich zničení představuje nenávratnou ztrátu pro lidské kulturní dědictví.
V prosinci 2020 nařídila vyšetřovací komise australského parlamentu těžařské společnosti Rio Tinto zrekonstruovat zničený jeskynní systém a zaplatit odškodnění australským domorodcům za zničení jejich posvátného místa.

### Mokrsko
V 90. letech 20. století dceřiná firma Rio Tinto Zinc (RTZ) vyhrála mezinárodní výběrové řízení na průzkum ložisek zlata v České republice a projevila zájem o povolení těžby zlata u obce Mokrsko ve středním Povltaví. Ta by představovala jámový lom o rozměrech 400 × 600 metrů a hloubce 200 metrů v prostoru Veselého vrchu a těžbu asi 50 miliónů tun horniny pro získání asi 40 tun zlata. Záměr vyvolal značný odpor veřejnosti a těžba nebyla povolena.